# 椎谷藩
椎谷藩（しいやはん）は、越後国刈羽郡椎谷（現在の新潟県柏崎市椎谷）に陣屋を構え、周辺を領有した藩。藩庁は椎谷陣屋に置かれた。

## 概要
藩祖は名臣として名高い堀直政の四男・堀直之である。元和2年（1616年）7月、直之は大坂の陣による軍功が認められて、越後国沼垂郡に5500石を与えられ、椎谷に陣屋を置いた。直之の跡を継いだ堀直景の時代、関東の地に1万石を与えられ、大名となった（上総苅谷藩・上総八幡藩参照）。元禄11年（1698年）、第4代当主・堀直宥が越後の沼垂・三島・蒲原三郡内において1万石を領し、椎谷に居住したのが正式な椎谷藩の始まりである。歴代藩主は江戸定府だった（江戸時代初期、幕府は現在の刈羽郡（旧三島郡）を沼垂郡と呼んでいたことがあり、ここでいう「沼垂郡」とは刈羽郡のことである）。
椎谷藩では第8代藩主・堀著朝の頃になると財政が逼迫した。このため、領民に厳しい御用金や米祖前納金などを命じた。ところが著朝は病弱で、分家の堀直基が実際の政務を代行する。直基は天明の大飢饉が起こったことによる米価の高騰を背景にして、蔵米を競争入札にかける。これに激怒した百姓たちが騒動を起こし、天明義民事件に発展した。この事件は数年間にわたって農民の直訴と藩の弾圧が繰り返され、遂には幕府の裁定を仰ぐに至った。幕府は5回に及ぶ評定の結果、寛政4年（1792年）に藩主・著朝の隠居と嗣子として三河西尾藩主・松平乗祐の七男・堀直起を擁立すること、領地5000石の半知替え処分が下された。このとき、信濃国高井郡六川村に六川陣屋が設けられている。
その後、藩内では藩政改革なども行なわれた。しかし嘉永4年（1851年）、家老の斎藤八百四郎による藩主・堀之敏暗殺未遂事件が起こるなど、藩政は常に不安定であった。明治元年（1868年）の戊辰戦争において、椎谷は北越戦争における激戦の舞台となり、戦禍による甚大な被害を受けた。翌年、藩主・堀之美は版籍奉還により椎谷藩知事となり華族に列した。そして明治4年（1871年）の廃藩置県により椎谷藩は廃され、椎谷県が置かれる。藩主家は明治17年（1884年）の華族令で子爵に叙されている。

## 歴代藩主
堀家
譜代、1万石。
1. 堀直宥（なおさだ） - 従五位下。式部少輔
2. 堀直央（なおなか） - 従五位下。飛騨守
3. 堀直恒（なおつね） - 従五位下。遠江守
4. 堀直旧（なおひさ） - 従五位下。出雲守
5. 堀直喜（なおよし） - 従五位下。飛騨守
6. 堀直著（なおあき） - 従五位下。大膳亮
7. 堀直宣（なおのぶ） - 従五位下。備前守
8. 堀著朝（あきとも） - 従五位下。式部少輔
9. 堀直起（なおのり） - 従五位下。近江守
10. 堀直温（なおはる） - 従五位下。筑後守
11. 堀直哉（なおちか） - 従五位下。近江守
12. 堀之敏（ゆきとし） - 従五位下。出雲守
13. 堀之美（ゆきよし） - 従五位下。右京亮 → 維新後、先祖の奥田姓に復姓（中国語版）した。

## 幕末の領地
- 越後国
  - 刈羽郡のうち - 21村
- 信濃国
  - 水内郡のうち - 2村
  - 高井郡のうち - 7村